# Massillargues-Attuech
Massillargues-Attuech is een gemeente in het Franse departement Gard (regio Occitanie) en telt 652 inwoners (2004). De plaats maakt deel uit van het arrondissement Alès.

## Geografie
De oppervlakte van Massillargues-Attuech bedraagt 6,3 km², de bevolkingsdichtheid is 103,5 inwoners per km².
De onderstaande kaart toont de ligging van Massillargues-Attuech met de belangrijkste infrastructuur en aangrenzende gemeenten.

## Demografie
Onderstaande figuur toont het verloop van het inwonertal (bron: INSEE-tellingen).